# Pontifícia Comissão Bíblica
A Pontifícia Comissão Bíblica (Pontificia Commissio Biblica) é uma pontifícia comissão da Cúria Romana.

## A Comissão
É um organismo supremo da Igreja católica em matéria bíblica, criado pelo Papa Leão XIII com sua carta apostólica Vigilantiae studiique em 30 de outubro de 1902, e que em seus inícios esteve formado por vários cardeais em qualidade de membros e por peritos em matéria bíblica com o nome e oficio de consultores, até que a reforma de Paulo VI mudou a composição por especialistas em diferentes matérias.
A resposta doutrinal, que à chamada questão bíblica esboçou Leão XIII em sua encíclica Providentissimus Deus, precisava, como complemento imprescindível, realizações práticas, que, promovendo entre os católicos o estudo científico da Bíblia e aproveitando para sua interpretação os avanços das ciências, tamparam a brecha que aquele movimento tinha aberto na ortodoxia. A essa necessidade respondem na última década do século XIX e na primeira do XX a fundação por iniciativa privada da Escola Bíblica de Jerusalém e a criação Pontifícia da Comissão Bíblica do Pontifício Instituto Bíblico em Roma, e da Comissão para a Revisão da Vulgata.
A dupla finalidade da Pontifícia Comissão Bíblica, defender a ortodoxia na interpretação da Bíblia e promover o estudo científico da mesma, fica patente nas mencionadas letras apostólicas de Leão XIII e no regulamento que se fez público em abril de 1903:
Os cometidos 5 ao 7, montar uma biblioteca bíblica especializada, publicar estudos e editar uma revista bíblica, criar um Instituto para estudo e ensino da Bíblia foram encomendados ao Pontifício Instituto Bíblico a partir de sua criação em 1909 e à Comissão para a Revisão da Vulgata fundada em 1907.
O organismo pontifício começou por instituir o prêmio Lord Braye para a melhor dissertação bíblica sobre tema previamente estabelecido, que só se adjudicou em 1905 e 1906. Em 1904 confiou-se à Comissão a faculdade de conferir graus de licença e doutorado em Ciências Bíblicas, que a partir de 1916 se estendeu ao Pontifício Instituto Bíblico para bacharelado e licenciatura e posteriormente, desde 1928, para o doutorado também. Mas a principal atividade da Comissão têm sido seus chamados decretos doutrinais em forma de respostas, declarações ou cartas. Percebem-se claramente quatro etapas diferentes:
- a primeira, até 1915, caracteriza-se pela defesa da autenticidade, historicidade e interpretação de livros e passagens especialmente discutidos;
- a segunda, desde 1915 até 1940, situa-se numa linha de estímulo aos estudiosos;
- a terceira etapa, desde 1940 até 1971, acentua a mesma linha; durante esta etapa, que inclui a realização do Concílio Vaticano II, se gestionam as novas transformações que produzir-se-iam em pleno Papado de Paulo VI;
- a quarta etapa inicia-se o 27 de junho de 1971, no marco da reforma pós-conciliar, quando Paulo VI estabelece em sua Acta Apostolicae Sedis 63 uma organização e normas de funcionamento diferentes para a Comissão. Em 15 breves artigos definiu-se a nova estrutura: os Membros já não seriam Cardeais assistidos por consultores, se não docentes de Ciências bíblicas provenientes de várias escolas e nações, que se distingam por ciência, prudência e sentir católico com respeito ao Magistério eclesiástico (art. 3).

Em sua organização, funciona por Assembleia plenária para a adoção das resoluções mais importantes, integrada por vinte membros e um Presidente que deve ser o Cardeal Prefeito da Congregação para a Doutrina da Fé. O Vice-presidente assiste o Presidente e é eleito pelos integrantes da Comissão.
Os integrantes são especialistas reconhecidos mundialmente em diferentes campos da gêneses bíblica (Pentateuco, livros proféticos, Livros poéticos e sapienciais do Antigo Testamento, Evangelhos sinópticos, primeira, segunda e terceira epístolas de João, Epístolas paulinas, Apocalipse, etc). Alguns deles fazem parte da Comissão durante mais de um período; tal o caso do reconhecido biblista Raymond E. Brown, que integrou a Comissão no período 1972-1978 e, novamente, em 1996 até sua morte em 1998.

## Presidentes
|             | Nome                                             | Período      | Notas                 |
| Presidentes | Presidentes                                      | Presidentes  | Presidentes           |
| ----------- | ------------------------------------------------ | ------------ | --------------------- |
| 10º         | Víctor Manuel Fernández                          | [[2023]-     | Atual                 |
| 9º          | Luis Francisco Cardeal Ladaria Ferrer, S.J.      | 2017-[[2023] | Presidente emérito    |
| 8º          | Gerhard Ludwig Cardeal Müller                    | 2012-2017    | Presidente emérito    |
| 7º          | William Joseph Cardeal Levada                    | 2005-2012    |                       |
| 6º          | Joseph Cardeal Ratzinger                         | 1981-2005    | Eleito Papa Bento XVI |
| 5º          | Franjo Cardeal Šeper                             | 1971-1981    |                       |
| 4º          | Eugène-Gabriel-Gervais-Laurent Cardeal Tisserant | 1938-1971    |                       |
| 3º          | Gaetano Cardeal Bisleti                          | 1932-1937    |                       |
| 2º          | Wilhelmus Marinus Cardeal van Rossum, C.Ss.R.    | 1914-1932    |                       |
| 1º          | Mariano Cardeal Rampolla del Tindaro             | 1902-1913    |                       |